# Địa mạo

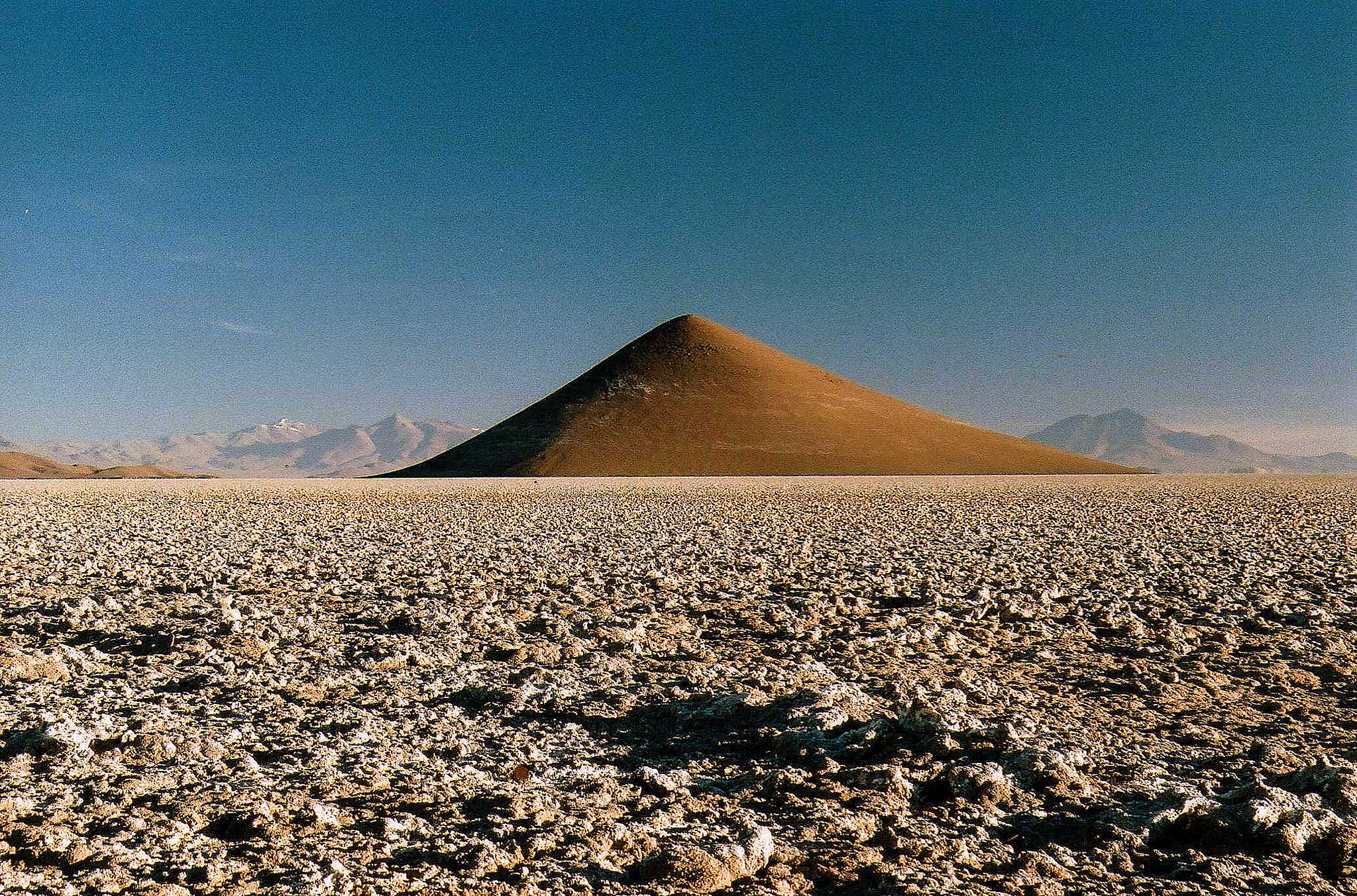
Cái đồi hình chóp nón tại Salar de Arizaro, Salta, Argentina được gọi là Cono de Arita này tạo thành một địa mạo.

Một địa mạo là một đặc điểm tự nhiên hoặc nhân tạo của bề mặt cứng của Trái Đất hay của hành tinh khác. Các địa mạo cùng nhau tạo nên một địa hình nhất định, và sự sắp xếp của chúng trong phong cảnh thì được biết đến là địa hình học. Một số dạng địa mạo điển hình là đồi, núi, cao nguyên, hẻm núi và thung lũng, cũng như các đặc điểm đường bờ biển như vịnh, bán đảo và biển, bao gồm các đặc điểm chìm như sống núi giữa đại dương, núi lửa, và lòng chảo đại dương lớn.

## Đặc điểm vật lý
Các địa mạo được phân loại dựa vào thuộc tính vật lý đặc trưng ví dụ như độ cao, độ dốc, hướng, địa tầng, mức độ phơi bày của đá và kiểu đất. Các dạng địa mạo bao gồm các yếu tố thuộc về trực giác như rãnh ngăn, ụ, đồi, dãy núi, vách đá, thung lũng, sông, bán đảo, núi lửa, và nhiều các yếu tố về mặt cấu trúc và kích cỡ (ví dụ như ao với hồ, đồi với núi) bao gồm nhiều loại vùng nước trong đất liền và ngoài biển và các đặc điểm ngầm dưới bề mặt.